# Royaume mutawakkilite du Yémen
Pour les articles homonymes, voir Yémen du Nord.
1918–1970
Entités précédentes :
- Empire ottoman (Vilayet du Yémen)
- Émirat idrisside d'Asir (Tihama)

Entités suivantes :
- République arabe du Yémen

Le royaume mutawakkilite du Yémen (المملكة المتوكلية اليمنية al-Mamlakah al-Mutawakkilīyah al-Yamanīyah) est un État ayant existé de 1918 à 1970, dans la partie nord de l'actuel Yémen. Sa capitale était Ta'izz.

## Histoire
La partie septentrionale du Yémen fut soumise nominalement à l'Empire ottoman jusqu'en 1918. L'imam des zaïdites, Yahya Muhammad Hamid ed-Din, qui dirigeait de fait le nord du pays depuis 1904, créa le royaume mutawakkilite du Yémen. 
Il affirma l'indépendance du pays malgré une défaite militaire contre l'Arabie saoudite dans la guerre saoudo-yémenite (en) de 1934. Il signa des traités avec l'Italie fasciste qui encourageait ses revendications sur Aden.
Après son assassinat en 1948, son fils Ahmad bin Yahya devint roi et se rapprocha du bloc soviétique. En 1949, une importante émigration des juifs du Yémen vers Israël se produisit, à la suite de la création de l'État hébreu.
Après la mort d'Ahmad bin Yahya, l'arrivée de son fils Muhammad al-Badr en 1962 sur le trône marqua le début de la guerre civile. La monarchie chiite (imamat) fut abolie le 27 septembre 1962, date à laquelle le régime prit le nom de république arabe du Yémen (communément nommée « Yémen du Nord »), dirigée par des sunnites et soutenue par les forces armées égyptiennes. La guerre par procuration entre l'Égypte et l'Arabie saoudite prit fin avec la reconnaissance en 1970 de la république arabe du Yémen par l'Arabie saoudite et les puissances occidentales.

## Monarques
La famille royale affirme être qahtanite et être issue d'une lignée de sayyids, et donc plutôt adnanite. Les cheikhs choisissent l'imam du Yémen parmi des membres de la même famille, qui doivent tisser des liens au préalable.
| Nº | Portrait | Nom (naissance-décès)                                   | Début du mandat   | Fin du mandat     | Notes et faits marquants                                                               |
| -- | -------- | ------------------------------------------------------- | ----------------- | ----------------- | -------------------------------------------------------------------------------------- |
| 1  |          | Yahya Mohammed Hamid ed-Din يحيى حميد الدين (1869-1948) | 1er novembre 1918 | 17 février 1948   | Imam et commandeur des croyants. Mort assassiné.                                       |
| 2  |          | Ahmed ben Yahya أحمد بن يحيى (1891-1962)                | 17 février 1948   | 18 septembre 1962 | Imam et commandeur des croyants                                                        |
| 3  |          | Mohammed al-Badr المنصور محمد البدر بن أحمد (1926-1996) | 18 septembre 1962 | 1er novembre 1970 | Imam. Déposé par un coup d'État. Reconnu internationalement jusqu'au 19 décembre 1962. |